# درجه (دما)
علامت درجه برای مقیاس‌های مختلف دما بکار می‌رود و به صورت ° نمایش داده می‌شود و پس از آن حرف اول نام مقیاس نوشته می‌شود مانند «C°» برای درجه سلسیوس.
مهم‌ترین مقیاس‌های دما عبارتند از:
- سلسیوس (C°)

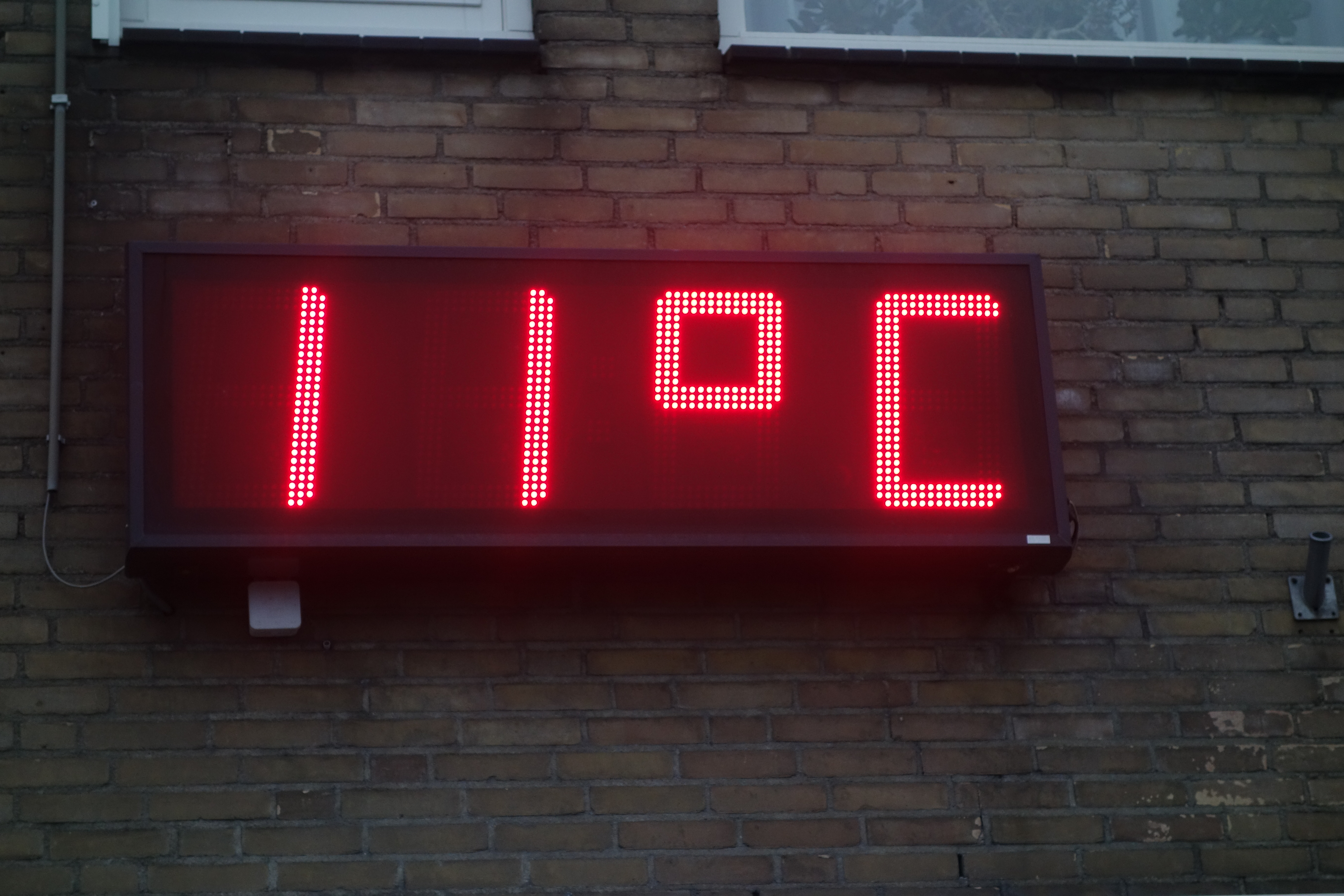
نمایش دمای ۱۱ درجه سانتیگراد در یک ساعت دیجیتال در هلند

- کلوین (K): مانند مقیاس سلسیوس است با این تفاوت که صفر آن برابر با صفر مطلق است.
- فارنهایت (F°)
- رانکین (R° یا Ra°): مانند مقیاس فارنهایت است با این تفاوت که صفر آن برابر با صفر مطلق است.